# Gilbert Stuart
Gilbert Charles Stuart (ur. 3 grudnia 1755 w Newport, RI, zm. 9 lipca 1828 w Bostonie) – amerykański malarz-portrecista, któremu sławę przyniósł niedokończony portret Jerzego Waszyngtona, jeden z najbardziej znanych w USA portretów.

## Życiorys
Zaczął malować gdy miał 13 lat. Jego pierwsze prace to proste, oszczędnie malowane portrety. Gdy miał 20 lat wybrał się do Anglii, gdzie od roku 1777 pobierał nauki w studiu malarskim Benjamina Westa. W 1782 r. wystawił w Akademii Królewskiej w Londynie kilka swoich prac, które zostały entuzjastycznie przyjęte przez krytyków, co skłoniło Stuarta do otwarcia własnego studia. Przez następne 5 lat bogaci Anglicy i Szkoci zamawiali u niego swe portrety.
W roku 1787 żyjący ponad stan Stuart musiał – uciekając przed wierzycielami – opuścić Anglię. Schronił się w Dublinie, w Irlandii.
Na początku 1793 roku, z myślą namalowania portretu ówczesnego prezydenta Stanów Zjednoczonych, Jerzego Waszyngtona, powrócił do Stanów Zjednoczonych. Pierwotnie otworzył pracownię malarską w Nowym Jorku, aby w 1794 roku przeprowadzić się do Filadelfii, siedziby rządu federalnego.

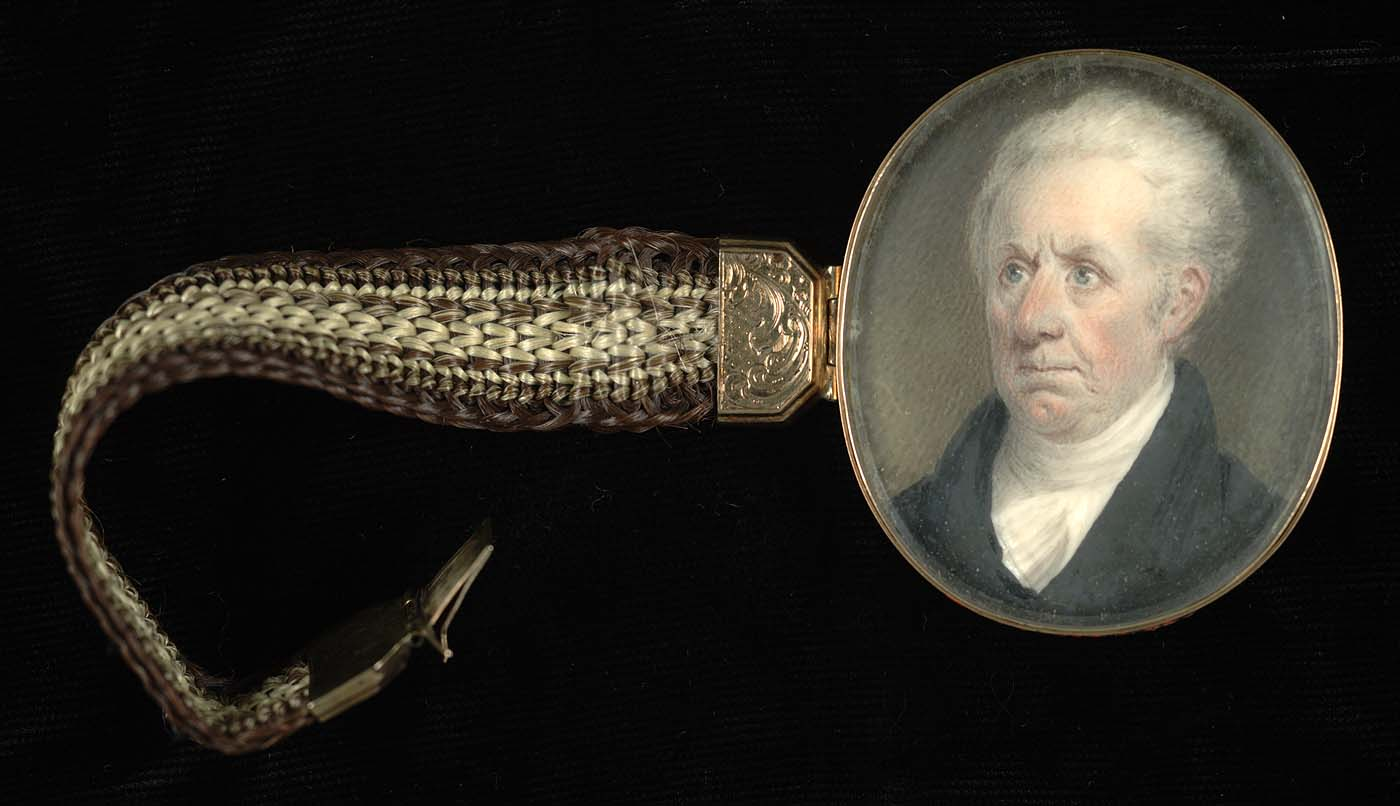
Miniaturowy portret Gilberta Stuarta autorstwa Sarah Goodridge. Oprawiony w bransoletę z włosów, akwarela na kości słoniowej, Smithsonian American Art Museum and the Renwick Gallery

Jego uczennicą była miniaturzystka Sarah Goodridge, która w 1825 roku namalowała jego portret. Realistyczna i wnikliwa miniatura z jego podobizną była krytykowana przez innych jako niepochlebna, ale wysoce ceniona przez samego Stuarta. Malarz oprawił ją w bransoletę splecioną z pukli włosów własnych i swej żony, a następnie podarował swojej matce w lipcu 1827 roku. Goodridge namalowała dodatkowe kopie tej miniatury, zaś Asher Brown Durand wykonał na jej podstawie rycinę.

## Portret Waszyngtona
Postanowił zarobić pieniądze, malując portret Jerzego Waszyngtona, który pozował mu trzykrotnie w latach 1794–1796. Portret zwany „Vaughan” przedstawia popiersie Waszyngtona, „Lansdowne” przedstawia naturalnej wielkości męża stanu, zaś „Atheneum” to owalny, nieukończony zarys głowy. Artysta sprzedał wiele kopii tych portretów, które sporządzał wraz z córką i uczniami.
W roku 1805 przeniósł się do Bostonu, gdzie dał się poznać jako człowiek czarujący, szybko i sprawnie pracujący portrecista oraz jako mistrz chętnie udzielający porad młodym artystom.

## Obrazy
- Łyżwiarz – 1782, National Gallery of Art Waszyngton
- Jerzy Waszyngton – 1796, Museum of Fine Arts, Boston